# Rhythm Zone
Rhythm Zone (リズムゾーン, Rizumu Zōn) (RZN) é uma gravadora pertencente ao conglomerado de entretenimento japonês Avex Group. Ela lança todos os tipos de música contemporânea urbana japonesa. Foi fundada em 1999 por Max Matsuura, a fim de atender a necessidade de uma nova gravadora de música urbana. M-flo foi seu primeiro artista contratado, seguido pelo Exile. Em 2000, Koda Kumi assinou contrato com a Rhythm Zone e lançou a canção "Take Back". Em 2009, May J. foi contratada e lançou seu segundo álbum de estúdio, Family.